# Dub v ulici Pod Labuťkou
Dub v ulici Pod Labuťkou je památný strom, který roste v Praze 8-Libni v místech bývalého dětského hřiště naproti čp. 13 pod zarostlým svahem.

## Parametry stromu
- Výška (m): 20,0
- Obvod (cm): 300
- Ochranné pásmo: vyhlášené – kruh o poloměru 12 m
- Datum prvního vyhlášení: 30.10.2010[1]
- Odhadované stáří: 170 let (k roku 2016)[2]

## Popis
Strom roste v ulici mezi domem a severním svahem zarostlé stráně. Má rovný kmen a košatou korunu. Několik jeho větví se sklání až k zemi, rýhy v borce má porostlé zelenými řasami díky zdejší vlhkosti. Několik větví v koruně je suchých, přesto je zdravotní stav dubu velmi dobrý.